# تانوی عظمی
تانوی عظمی (به انگلیسی: Tanvi Azmi) بازیگر هندی است.
از فیلم‌هایی که وی در آن نقش داشته است می‌توان به ترس اشاره کرد.

## فیلم‌شناسی
فهرست برخی از فیلم‌هایی که تانوی عظمی در آن‌ها به ایفای نقش پرداخته است:
- ترس
- من تنها، تو تنها
- نفرت
- عکس
- دشمن
- دو و نیم نامه عاشقانه
- تبعیض
- باجی‌رائو و مستانه
- بابی جاسوس
- شاهزاده خانم رویاها
- مسیر نو
- سیلی